# 范雲
范 雲（はん うん、元嘉28年（451年）- 天監2年5月6日（503年6月15日））は、南朝宋から梁にかけての官僚・文学者。竟陵八友の一人。字は彦龍。本貫は南陽郡順陽県。従兄は范縝。

## 経歴
范抗の子として生まれた。東晋の平北将軍の范汪の六世の孫にあたり、南朝宋の中書侍郎の范璩之の孫にあたる。父に従って郢州に下向し、沈約や庾杲之らと交友した。
郢州西曹書佐を初任とし、法曹行参軍に転じた。まもなく沈攸之が挙兵して郢城を包囲すると、范雲は城外で沈攸之の兵に捕らえられた。沈攸之に召しだされて語りあったが、范雲は顔色を変えずに自説を述べたので、沈攸之に感心された。翌朝、范雲は沈攸之の信書をもって入城した。城内の人の一部が范雲を殺そうと図ったが、長史の柳世隆が范雲と仲が良かったため、免れることができた。
斉の建元初年、竟陵王蕭子良が会稽郡太守となると、范雲は蕭子良に従った。蕭子良が丹陽尹となると、范雲は主簿として召し出されて、深く信任された。主簿を兼ねたまま南郡王蕭昭業の下で征北刑獄参軍事をつとめた。尚書殿中郎に転じた。蕭子良が司徒となると、范雲は司徒記室参軍事に任じられた。ほどなく通直散騎侍郎の位を受け、荊州大中正を領した。零陵郡内史として出向した。任にあっては清廉で、煩雑な租税や労役を省き、冗費を節減した。明帝により建康に召還され、散騎侍郎の位を受けた。また始興郡内史として出向した。少数民族が散居し、反乱も多い地域であったが、永元元年（499年）、仮節・建武将軍・平越中郎将・広州刺史に転じた。曲江県の豪族の譚儼が県令の徐芸に鞭打たれたのを范雲のせいだと逆恨みして建康に訴え出た。范雲は召還されて獄に下されたが、赦免された。永元2年（500年）、国子博士として起用された。
かつて范雲は竟陵八友として蕭衍と交友があった。永元3年（501年）2月、蕭衍が襄陽で起兵して軍を東下させた。同年（中興元年）3月、蕭衍が和帝を擁立した。10月、蕭衍の軍が建康を包囲したが、このとき范雲は城内にあった。12月に東昏侯が殺害されると、范雲は侍中の張稷の命を受けて蕭衍に対する使者となった。范雲は蕭衍の側近に留められ、軍務に参与した。黄門侍郎に任じられ、沈約と協力して蕭衍を補佐した。まもなく大司馬諮議参軍・領録事に転じた。中興2年（502年）、蕭衍が梁公となると、范雲は侍中となった。ときに蕭衍は南朝斉の東昏侯の妃の余氏を自分の後宮に入れようとした。范雲は王茂とともに蕭衍の寝室に入り、漢の高祖が関中に入ったときの故事を引いて蕭衍を諫めた。范雲は疏令により余氏を王茂に与え、蕭衍はその意を察してこれを許した。
同年（天監元年）4月、蕭衍が梁の武帝として即位すると、范雲は散騎常侍・吏部尚書に転じた。建国を助けた功績により霄城県侯に封じられた。武帝は范雲を信任して、その上奏の多くが採用された。蕭統が皇太子に立てられると、范雲は本官のまま太子中庶子を兼ねた。
天監2年（503年）1月、吏部を領したまま尚書右僕射に転じた。しばらくして武帝の命令に反して人を用いたことから、吏部を免じられたが、僕射に留任した。5月丁巳、死去した。享年は53。侍中・衛将軍の位を追贈された。諡は文といった。文集30巻があった。
子の范孝才が後を嗣ぎ、官は太子中舎人に上った。

## 人物・逸話
- 范雲は8歳のときに宋の豫州刺史の殷琰に塗で会った。殷琰がかれを珍しく思って席につかせたが、范雲の態度と応対は傍若無人であった。殷琰が詩を賦すよう命じると、范雲は筆を取るやすぐさま書きつけて、列席者を感嘆させた。
- 范雲は親族の袁照について学問し、昼夜怠らなかった。袁照はその背を撫でて、「卿の精神秀朗にして学に勤めれば、卿は相の才なり」といった。
- 范雲は若くして機知に富み、識見をそなえ、文章を作るのを得意とした。書簡を書くときは筆を下すや書き上げて、下書きすることがなかったので、当時の人は前もって文章を作っていたのではないかと疑っていた。
- 范雲は人情に厚くむつまじい性格で、兄嫁に仕えて礼を尽くし、家事を必ず先にして官の相談事は後におこなった。節義を好み、珍しいものを尊んで、人のもとにおもむくときは唐突であった。
- 范雲が若い頃、領軍長史の王畡と仲良くしていた。王畡は官舎で亡くなったが、遺体を迎える身寄りがなかったため、范雲はかれの喪を家に迎えて、自ら通夜を執りおこなった。
- 竟陵王蕭子良が遊覧に出かけたとき、石文を刻んでいるのを見つけたが、これを読める者がいなかった。ひとり范雲がこれを読んでみせたため、蕭子良に喜ばれ、王府の属官として最も気に入られた。
- 斉の高帝に白烏を献上した者がいたので、帝はこれが何の瑞祥であるか群臣に諮問した。范雲は官位が低かったため、最後に「王が宗廟に敬意を示すと白烏がやってくると、臣は聞いています」と答えた。ときに宗廟への拝謁を始めたばかりであったため、高帝は「卿の言が正しかろう。感応の理がここに現れたか」といった。
- 范雲は竟陵王蕭子良に仕えて、その恩顧は厚かった。范雲はたびたび蕭子良に利害を説いたが、蕭子良の意におもねることは決してなかった。
- 梁の武帝が即位し、南郊で柴を焼いて天を祀る儀式を行うと、范雲は侍中として参加した。儀式が終わると、武帝は「朕の今日は、いわゆる6頭の馬を繋いで馭するなら引き締めよう[2]というものだ」と范雲にいった。范雲は「また願わくは陛下が日がな1日を慎まれますよう[3]」と答えた。武帝はこれを善しとした。
- 范雲が梁の武帝の宴席に列したとき、武帝は弟の臨川王蕭宏と鄱陽王蕭恢に「わたしは范尚書と若い頃から親しく、四海あふれるほどの敬意を捧げてきたところだ。いまわたしが天下の主となり、この礼はすでに改まったが、おまえたちはどうかわたしの代わりに范雲を兄と呼んでくれまいか」といった。ふたりの王は席を下って拝し、范雲と同じ車に乗って尚書省に帰った。当時の人はこれを栄誉とした。

## 伝記資料
- 『梁書』巻13 列伝第7
- 『南史』巻57 列伝第47